# Froschmuseum (Münchenstein)

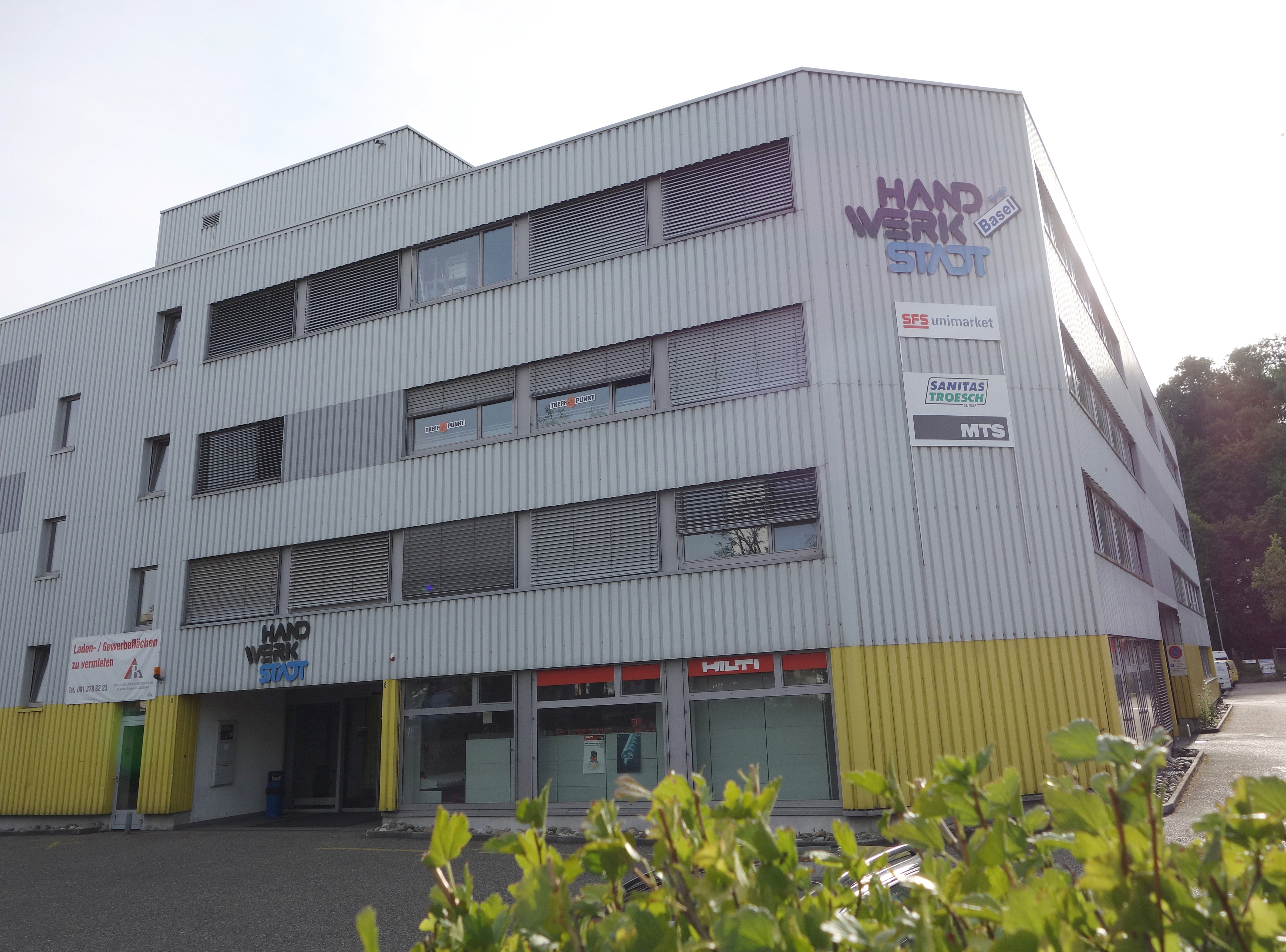
Gebäude mit dem Froschmuseum in Münchenstein

Das Froschmuseum liegt im Ortsteil Neumünchenstein von Münchenstein (Basel-Landschaft, Schweiz). Das Museum ist jeden ersten Sonntag im Monat von 14:00 bis 17:00 Uhr geöffnet. Es zeigt ca. 14'000 verschiedene Froschfiguren, Gegenstände mit Froschabbildungen und Gebrauchsgegenstände in Froschform.

## Geschichte
Das Froschmuseum wurde 1981/82 auf privater Basis vom Ehepaar Elfi und Rolf Rindlisbacher mit rund 5.000 Sammelobjekten eröffnet. 1993 war die Sammlung bereits so gross, dass sie ins Guinness-Buch der Rekorde eingetragen wurde. Die Ausstellungsfläche musste bald vergrössert werden, da das Ehepaar einige Sammlungen geschenkt erhielt und dadurch seine eigene Sammlung ausbauen konnte. So verfügt das Museum heute ca. 14'000 „Frösche“ ganz verschiedener Grössen und Materialien (Glas, Halbedelstein, Holz, Metall, Porzellan, Kerzenwachs, Wildleder, Karton, Marzipan oder Schokolade). Am 1. April 2012 konnte das Froschmuseum Münchenstein sein 20-jähriges Bestehen feiern.